# Greidanus

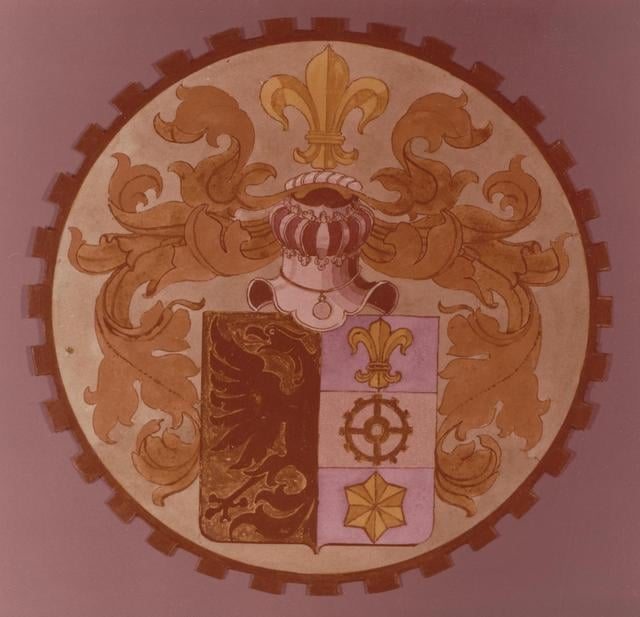
Het familie wapen van Greidanus

Greidanus (ook: Greydanus, Idema Greidanus en: Van Wimersma Greidanus) is een uit Franeker afkomstig geslacht.

## Geschiedenis
De stamreeks begint met Jan Buwes die in 1615 burger werd van Franeker, gortmaker was en daar kort voor 11 mei 1636 overleed. Zijn kleinzoon prof. dr. Johannes Greydanus (†1668) werd hoogleraar en rector magnificus aan de Universiteit van Franeker. Hij nam als eerste de gelatiniseerde geslachtsnaam aan, verwijzend naar de straat De Greyde waar zijn ouders en grootouders gewoond hadden. Nageslacht leverde veel predikanten. Na het tweede huwelijk van diens zoon ds. Tjardus Greydanus (1656-1714) in 1686 met Eelckien Steenkist (1677-1703), dochter van ds. Ausonius Steenkist, kwam die laatste voornaam in het geslacht geregeld voor. In de 20e eeuw leverde het geslacht verschillende personen die aan het theater waren verbonden.

## Enkele telgen
Prof. dr. Johannes Greydanus (†1668), hoogleraar filosofie en rector magnificus aan de Franker universiteit; trouwde in 1654 met Yttie Pieters van Wimersma (†tussen 1668 en 1695), zich noemende naar de Wymersmastate waarvan zij een deel van haar moeder erfde
- Ds. Tjardus Greydanus (1656-1714), gereformeerd predikant
  - Ds. Ausonius Greijdanus (1701-1759), gereformeerd predikant
    - Tjeerd Greijdanus (1726-1782), apotheker
      - Ds. Ausonius Greijdanus (1765-1832), gereformeerd predikant; trouwde in 1770 met Metje Pluim (1770-1849), dochter van Saakje Idema
        - Ds. Nicolaüs Pluim Greidanus (1799-1878), Nederlands-Hervormd predikant
        - Tjardus Greidanus (1802-1882), belastingontvanger
          - Ausonius Greidanus (1838-1904), apotheker
            - Ausonius Greidanus (1890-1965), notaris
              - Ausonius Adrianus Greidanus (1918-1982), leraar Engels
                - Adriana Eliza Greidanus (1946), lerares Engels
                  - Paul Greidanus (1970), trainingsacteur, acteur, regisseur en docent drama

              - Adrianus Eliza Greidanus (1923-2005), journalist, theaterdirecteur, medeoprichter in 1971, daarna zakelijk leider Toneelgroep De Appel
                - Ausonius Greidanus (1950), acteur, regisseur en artistiek leider Toneelgroep De Appel; trouwde in 1973 met actrice Sacha Bulthuis (1948-2009), dochter van Rico Bulthuis (1911-2009), had een relatie met actrice en theaterdocent Martine de Moor, dochter van acteur Guido de Moor (1937-1989), en trouwde in 2005 met actrice en regisseur Saskia Mees (1955)
                  - Ausonius Eric Alexander Greidanus (1975), acteur; trouwde in 2001 met jkvr. Marguérite Cornelie Wilhelmina de Brauw (1973), actrice en telg uit het geslacht De Brauw
                  - Pauline Maria Greidanus (1976), actrice; trouwde in 2009 met Sander Uitdehaag, MFA (1979), chef-kok, fotograaf en schrijver
                  - Kay Guido Greidanus (1991), acteur

          - Gerhardus Jacobus Johannes Greidanus (1848-1915), belastingambtenaar
            - Gerhardina Jacoba Johanna Greidanus (1882-1933); trouwde in 1910 met prof. dr. Josué Jean Philippe Valeton (1883-1953), hoogleraar mineralogie; trouwde in 1913 met prof. dr. Karl Hermann Scheumann (1881-1964), hoogleraar mineralogie en petrografie
            - Dr. Herman Theodorus van Wimersma Greidanus (1895-1980), arts; verkreeg in 1929 bij Koninklijk Besluit naamswijziging tot Van Wimersma Greidanus en werd de stamvader van die tak
              - Prof. dr. Tjeerd Buwe van Wimersma Greidanus (1936), hoogleraar, roeier, sportbestuurder en dichter

        - Jan Idema Greidanus (1812-1883), belastingambtenaar, lid gemeenteraad en wethouder van Enkhuizen, stamvader van de tak Idema Greidanus
        - Lorenzo Joshua Jermain Greidanus (2002 - heden), docent in opleiding geschiedenis; verkreeg in 2023 zijn propedeuse.

Geslachten die opgenomen zijn in het sinds 1910 verschijnende genealogische naslagwerk Nederland's Patriciaat. Lijst volgens opgave van het CBG Centrum voor familiegeschiedenis.
A · B · C · D · E · F · G · H · I · J · K · L · M · N · O · P · Q · R · S · T · U · V · W · Y · Z